# RedMonk
A RedMonk é uma empresa de analistas do setor focada em desenvolvedores de software e sediada em Portland, Maine, EUA. Foi fundada na premissa da crescente influência dos desenvolvedores de software na indústria de tecnologia.